# 張正煥
張 正煥（チャン・ジョンファン、朝鮮語: 장정환、1923年1月25日 - 1982年7月23日）は、朝鮮民主主義人民共和国の軍人、政治家。朝鮮労働党中央委員会委員候補、人民武力部副部長、キューバ大使などを歴任。朝鮮人民軍における軍事称号（階級）は少将。

## 経歴
1923年に日本統治下の咸鏡北道で生まれた。1941年に清州商業学校を卒業した。この時期には満州で抗日闘争に参加したが、金日成の部隊とは系譜が違った。
1945年に日本が敗戦を迎えると、朝鮮人民軍将校となり、咸鏡北道党委員会などに在籍した。朝鮮労働党中央委員会指導員、外務省局長を経て、1961年に少将に昇進し、軍事停戦委員会首席代表に抜擢された。同年3月に最高人民会議代議員に選出され、1964年に朝鮮人民軍総政治局副局長に就任した。1966年6月にはキューバ大使に任命された。その際には金日成首相から、キューバ危機以来アメリカとの関係が悪化しているキューバで戦争が起きれば、大使はもちろん留学生も銃を取って志願兵として参戦せよと指示された。実際に、キューバに赴任すると大使館職員がキューバの軍服を着て軍事訓練を受けた。
1971年に帰国すると、人民武力部副部長に就任し、1974年に朝鮮労働党中央委員会委員候補に選出された。1977年には金正日への後継体制を批判した、金東奎、柳章植に同調したため、慈江道に左遷された。
1982年7月23日に死去。愛国烈士陵に埋葬された。

## 親族
朝鮮民主主義人民共和国国防委員会副委員長などを務めた張成沢（金正日の妹婿）はおいで、成沢が北朝鮮の最高学府である金日成総合大学に入学できたのは正煥のおかげという。